# Wilhelm Steinmann
Wilhelm Steinmann, nemški častnik, vojaški pilot in letalski as, * 15. januar 1912, Nürnberg, † 1. avgust 1966 Ansbach.

## Življenjepis
Wilhelm Steinmann se je Luftwaffe pridružil leta 1936 in začel z usposabljanjem za pilota bombnika. Med letoma 1939 in 1941 je služil pri 3./KG 53, nato pa je bil premeščen kot tehnični častnik k II./Fliegerkorps.
Leta 1942 se je začel šolati za pilota lovskega letala in je bil po uspešnem zaključku 6. oktobra 1942 dodeljen k Gruppenstabu I./JG 27, ki je deloval iz baz ob Rokavskem prelivu. Kasneje je bil dodeljen v 3./JG 27, kjer je 18. maja 1943 dosegel svojo prvo zračno zmago nad britanskim lovskim bombnikom Hawker Typhoon.
1. junija je prijavil sestreljenega britanskega lovca Supermarine Spitfire, vendar se je izkazalo, da je Steinmann napačno identificiral letalo in v resnici po pomoti sestrelil nemškega Messerschmitta, v katerem je letel Gruppenkommandeur I./JG 27, stotnik Erich Hohagen. Hohagen je sicer uspel iz zadetega lovca Bf 109 G-6 (W. Nr. 16 391) izskočiti s padalom, a je bil pri tem ranjen. Steinmanna so zaradi tega incidenta sredi junija 1943 kazensko premestili v štab Jagdfliegerführer Rumänien v Romunijo, kjer je bil dodeljen k I./JG 4. Tam je 1. avgusta med ameriškim bombardiranjem Ploestija sestrelil dva ameriška težka štirimotorna bombnika Consolidated B-24 Liberator.
14. septembra 1943 je Steinmann postal Staffelkapitän 1./JG 4, ki je deloval iz baz v Italiji. 23. januarja 1944 pa je bil kot Gruppenkommandeur že postavljen na čelo I./JG 4. Na tem delu bojišča je Steinmann dosegel skupaj 15 zračnih zmag, predvsem nad lovskimi letali. 14. februarja je moral poveljevanje nad enoto prepustiti stotniku Walterju Hoecknerju. Poveljstvo nad isto enoto je kot Gruppenkommandeur spet prevzel 26. avgusta 1944, po Hoecknerjevi smrti, ko je bila I./JG 4 premeščena v Nemčijo na naloge obrambe rajha. 18. decembra je Steinmann dosegel svojo 29. zračno zmago, ko je sestrelil britanski dvomotorni bobmnik De Havilland Mosquito.
Marca 1945 je bil Steinmann premeščen k III./EJG 2 in se je prešolal v pilota reaktivnih lovcev Messerschmitt Me 262. V tem letalu je dosegel štiri zračne zmage, med katerimi sta bila dva strateška bombnika Boeing B-17. S činom majorja je bil Steinmann 28. marca 1945 odlikovan z Viteškim križem. Zadnjih nekaj tednov vojne je preživel v JV 44.
Wilhelm Steinmann je v 234 bojnih nalogah sestrelil 44 sovražnih letal, od katerih je štiri dosegel na vzhodni, 40 pa na zahodni fronti. Od teh 40 zmag je sestrelil šest strateških bombnikov, sedem lovcev Republic P-47 Thunderbolt in 11 lovcev North American P-51 Mustang. Vojno je Wilhelm Steinmann preživel in je umrl 1. avgusta 1966 v Ansbachu.

## Odlikovanja
- Železni križec 2. in 1. razreda
- Ehrenpokal der Luftwaffe (1. maj 1944)
- Nemški križ v zlatu (1. januar 1945)
- Viteški križ železnega križca (28. marec 1945)